# Волошина, Елена Константиновна
Еле́на Константи́новна Воло́шина (2 мая 1924, Ростов-на-Дону — 15 сентября 2014, Иркутск) — актриса Иркутского театра музыкальной комедии, народная артистка РСФСР (1991).

## Биография
Родилась в Ростове-на-Дону в семье служащих. Окончила среднюю школу. В 1944 году по ложному обвинению была сослана в Воркуту. В 1944—1955 годах — вокалистка Воркутинского музыкально-драматического театра НКВД-МВД СССР. В 1955—1956 годах — актриса Алтайского краевого драматического театра. С 1956 года — актриса Иркутского театра музыкальной комедии, затем — Иркутского музыкального театра имени Н. М. Загурского.
Сыграла более трёхсот ролей. Заслуженная артистка РСФСР (1983). Народная артистка РСФСР (1991).
Награждена медалью «За трудовую доблесть» (1976).
Почётный гражданин Иркутской области (2006).